# Droga wojewódzka nr 828
Droga wojewódzka nr 828 (DW828) – droga wojewódzka klasy Z (zbiorcza) o długości 27,853 km w województwie lubelskim, w powiatach ziemskich: lubelskim (gminy Garbów i Niemce), lubartowskim (gmina Lubartów) oraz łęczyńskim (gmina Spiczyn). Przebiega równoleżnikowo od Bogucina przez Niemce do Jawidza, omijając Lublin od północy. W Niemcach na odcinku 360 metrów przebiega wspólnie z drogą krajową nr 19. Stanowi najprostsze, nieekspresowe połączenie drogowe między Puławami, a Lubartowem i Łęczną.
Zarządcą drogi jest Zarząd Dróg Wojewódzkich w Lublinie - Rejon DW Lublin (na odcinku Bogucin - Krasienin-Kolonia) oraz Rejon DW Parczew (na odcinku Krasienin-Kolonia - Jawidz).

## Infrastruktura
Na całej długości jest położona nawierzchnia bitumiczna. Szerokość jezdni na szlaku prostym wynosi od 5,5 metra do 7. Pobocza są gruntowe. Nie występują drogi rowerowe. W miejscowości Piotrowice Wielkie, Krasienin, Krasienin-Kolonia, Wola Krasienińska, Nasutów, Rudka Kozłowiecka, Wola Niemiecka, Niemce oraz Jawidz, a także w okolicach wiaduktu wzdłuż drogi ekspresowej nr S12 występują chodniki dla pieszych.

## Pomiar ruchu
W 2015 roku został zmierzony ruch na trzech odcinkach tej trasy:
- od skrzyżowania z drogą powiatową (dawniej drogą wojewódzką nr 874 i drogą krajową nr 12)[5] w Bogucinie do skrzyżowania z drogą wojewódzką nr 809 w Krasieninie - 1600 pojazdów na dobę,
- od skrzyżowania z drogą wojewódzką nr 809 w Krasieninie do skrzyżowania z drogą krajową nr 19 w Niemcach - 1982 pojazdy na dobę,
- od skrzyżowania z drogą krajową nr 19 w Niemcach do skrzyżowania z drogą wojewódzką nr 829 w Jawidzu - 1580 pojazdów na dobę.

## Miejscowości leżące przy trasie DW828[2]
Droga wojewódzka nr 828 przebiega przez tereny miejscowości:
- Bogucin
- Leśce
- Piotrowice Wielkie
- Majdan Krasieniński
- Krasienin
- Krasienin-Kolonia
- Wola Krasienińska
- Stoczek
- Nasutów
- Nowy Staw
- Rudka Kozłowiecka
- Wola Niemiecka
- Niemce
- Rokitno
- Jawidz .